# Lunettes de soleil
Pour les articles homonymes, voir lunette.
Les lunettes de soleil, aussi appelées lunettes à soleil, lunettes fumées ou lunettes noires, sont un type de lunette permettant de protéger les yeux de certains rayons du Soleil — en principe des UV —  et parfois de corriger la vue par la même occasion. Leur multitude de formes, de couleurs et de matières en fait également des accessoires de mode.
Les lunettes de soleil sont par ailleurs indispensables aux personnes atteintes d'une forte photophobie, notamment les achromates. Sans lunettes de soleil, ces personnes seraient fortement éblouies, presque aveuglées par la lumière. Elles doivent donc porter des lunettes de soleil à l'extérieur par temps ensoleillé, voire pour certaines par temps couvert, et à l'intérieur. Elles peuvent être également polarisantes.

## Histoire

### Avant leXXesiècle

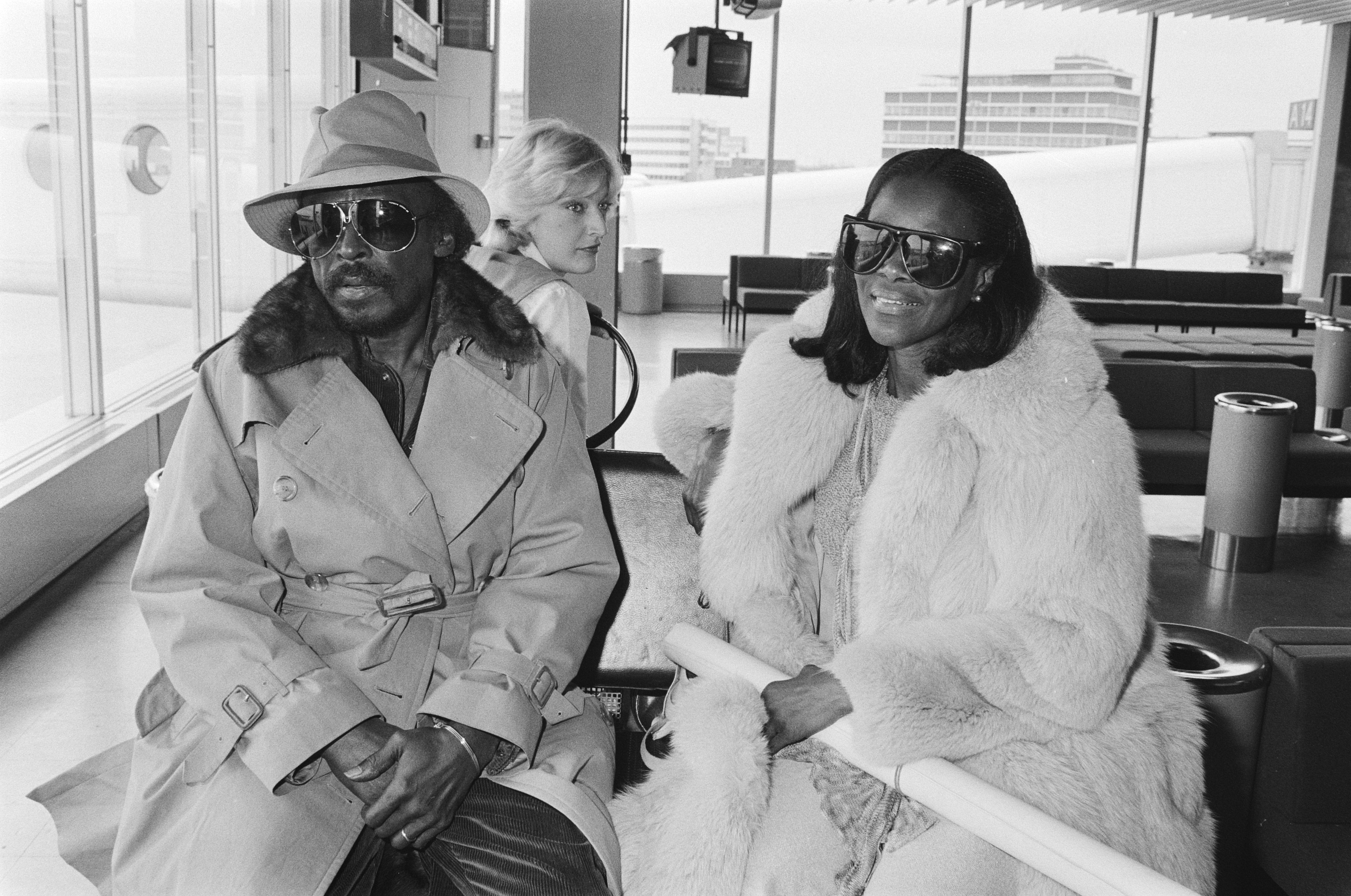
Miles Davis et Cicely Tyson.

Depuis les temps préhistoriques, les Inuits portent des masques en ivoire qui bloquent les rayons du Soleil réfléchis par la neige (voir lunettes de neige). Sous l'Empire romain, Pline l'Ancien raconte que l’empereur Néron regardait les combats de gladiateurs à travers une émeraude, usant ainsi du pouvoir du verre minéral teinté afin de protéger ses yeux du soleil.
Au Japon, des lunettes en quartz fumé furent utilisées dès le XIIe siècle pour protéger les yeux contre l'éblouissement ainsi que pour masquer les expressions des yeux des juges lors d'interrogatoires.
En 1752, l'opticien anglais James Ayscough (en) crée les premières lunettes à verres teintés car il pensait que les verres colorés pourraient aider ses clients à  corriger certains troubles de la vision,.
À Venise, la bibliothèque nationale Marciana détient de rares lunettes de soleil datant du XVIIIe siècle, avec une monture en écaille et un verre de Murano de teinte vert sombre. Elles étaient portées par les doges lorsqu'ils circulaient sur leurs bateaux d'apparat, afin de se protéger de la réverbération. De riches marchands pouvaient également en posséder. Elles filtraient alors réellement les rayons UV.

### LeXXesiècle
Les lunettes polarisantes existent depuis 1936, lorsque Edwin H. Land commence l'expérimentation de la fabrication de lentilles avec son filtre breveté Polaroid[réf. nécessaire].

## Aspects techniques

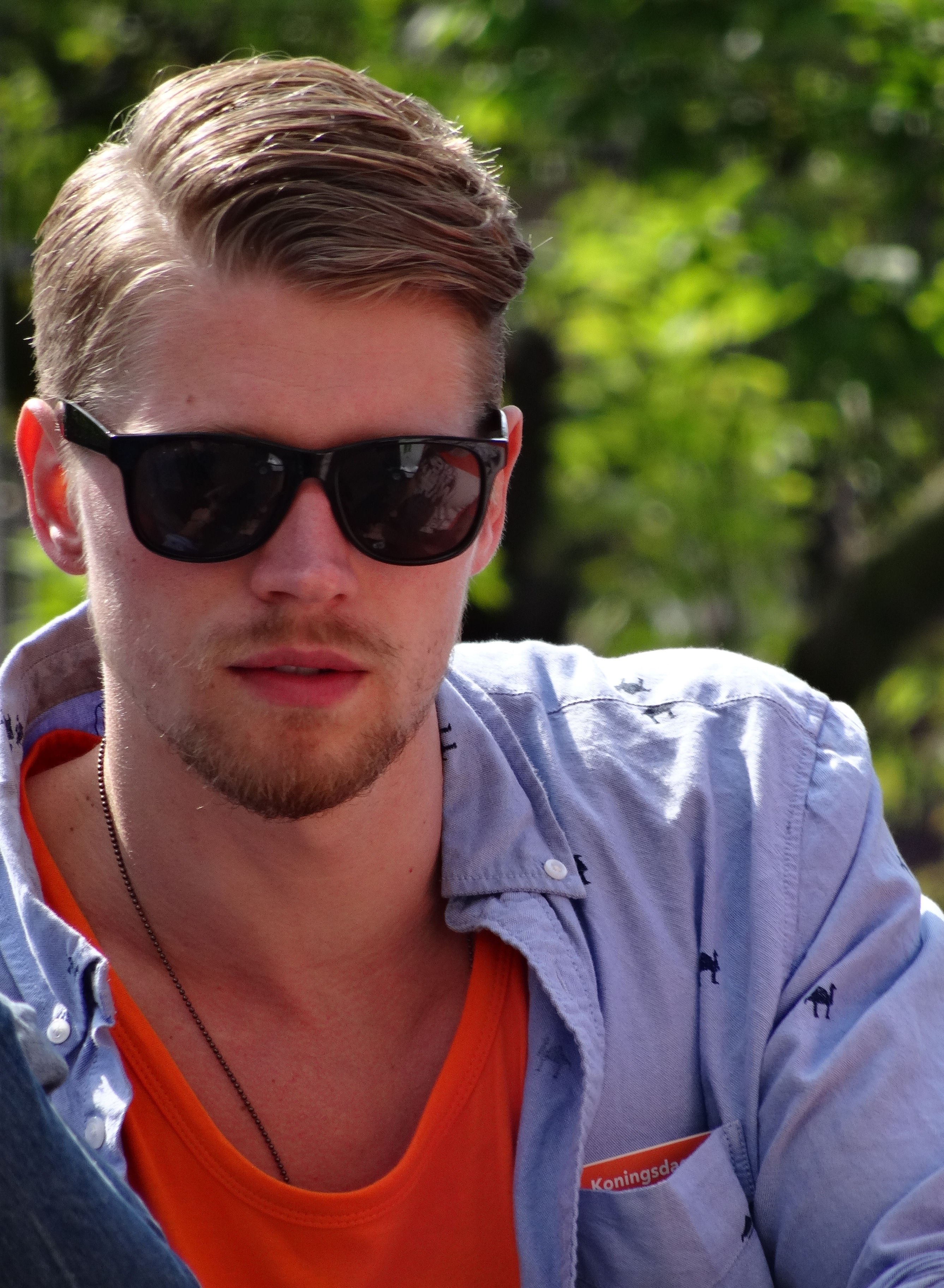
Un Néerlandais avec des lunettes de soleil lors de la fête nationale.

Les verres des lunettes de soleil sont teintés pour diminuer la luminosité. Cela a pour effet d'agrandir la pupille et différents filtres doivent être inclus pour atténuer non seulement la lumière visible, mais surtout ultraviolette qui menacerait les yeux de leur porteur.
La teinte peut être appliquée soit directement dans la masse de la matière de la lentille, soit en surface par bain de pigments, ou par coloration sous vide.
Le filtrage des rayons UV sera effectué totalement par le matériau du filtre, ou bien en partie et complété par des traitements de surface. Les rayons UV étant invisibles pour l'œil humain, ils peuvent être coupés par un filtre paraissant visiblement totalement transparent, sans coloration.
D'autres rayonnements peuvent être filtrés par les verres solaires : par exemple le rayonnement infrarouge qui peut entraîner un assèchement de l'œil surtout en altitude, ou les longueurs d'onde visibles bleues qui se diffusent dans l'œil et altèrent la qualité visuelle et la perception des contrastes en générant des halos lumineux.
Les verres solaires peuvent contenir un filtre polarisant linéaire à composante verticale, afin de diminuer l'entrée dans l'œil des faisceaux lumineux polarisés horizontalement. Cette polarisation provient notamment des réflexions sur une surface plane (eau, sable, vitre).
L'œil, de par sa structure rétinienne, assimile moins bien la lumière horizontale[réf. souhaitée]. Les filtres polarisants apporteraient donc une meilleure perception des reliefs et des contrastes, ainsi qu'un plus grand confort dans les zones à forte réflexion (mer, neige, sable, goudron). Elles sont populaires parmi les pêcheurs, car ils permettent de mieux voir dans l'eau à partir de la surface quand, normalement, seule la lumière réfléchie par la surface serait visible.

## Protection solaire

### Standard européen
La norme NF EN ISO 12312-1, est une norme CE obligatoire pour les lunettes de soleil à usage de loisir. Elle impose un marquage CE sur le produit ainsi que le classement des verres en différents niveaux allant de 0 à 4 :
| 0 (S0): transmission limitée entre 80 et 100 % de la lumière visible et inférieure à 8 – 10 % pour les UV B ; 1 (S1) : transmission limitée entre 43 et 80 % de la lumière visible et inférieure à 4,3 – 8 % pour les UV B ; 2 (S2) : transmission limitée entre 18 et 43 % de la lumière visible et inférieure à 1,8 – 4,3 %pour les UV B ; 3 (S3) : transmission limitée entre 8 et 18 % de la lumière visible et inférieure à 0,8 – 1,8 % pour les UV B ; 4 (S4) : transmission limitée entre 3 et 8 % de la lumière visible et inférieure à 0,3 – 0,8 % pour les UV B. |

Le niveau S4, ne laissant passer que moins de 8 % de la lumière, est donc inappropriée pour la conduite et la sécurité des usagers de la route.
Les applications des verres filtrants sont nombreuses. Il faut tenir compte du niveau d'ensoleillement, des activités du porteur et du milieu dans lequel il évolue. C'est pourquoi on emploie différentes couleurs de filtres avec différentes intensités.
Les classes de filtrations de la lumière visible sont au nombre de cinq en Europe, de 0 à 4, en fonction du pourcentage de lumière transmis par la lentille.
Certaines colorations déforment la perception des couleurs, et donc de certains signaux visuels ou lumineux. Elles sont elles aussi déconseillées pour la conduite.
Cependant, certains confondent la teinte du verre avec le niveau de filtrage des UV. Dans l'Union européenne, tous les verres présents dans le commerce filtrent 99,9 % des UVB et 99 % des UVA, même si le verre est seulement de classe 1 (très peu foncé). Il est recommandé d'éviter l'utilisation de certains modèles bas de gamme, ou non certifiés. En effet, une mauvaise protection expose l'œil aux rayons nocifs, ce qui est d'autant plus grave que la pupille est plus dilatée qu'en plein jour à cause de l'assombrissement. Ainsi, il est plus néfaste pour la santé d'employer de mauvaises lunettes que d'être sans lunettes solaires dans un environnement ensoleillé. Ce peut être le cas pour les modèles de contrefaçon qui circulent souvent sur les marchés.
Enfin, les critères de filtration, s'ils sont essentiels, ne suffisent pas à déterminer la qualité d'une paire de lunettes de soleil. En effet, il faut également s'assurer de la bonne qualité optique (stigmatisme) du filtre. Nombreuses sont les lunettes de soleil qui satisfont aux normes de filtrations de l'éblouissement et des ultraviolets mais qui n'offrent pas une bonne qualité de vision. Si l'image perçue est déformée, elle peut entraîner des troubles ou fatigues visuels.

### Standard américain
Aux États-Unis, la Food and Drug Administration règlemente les lunettes de soleil, sur la base de la norme  ANSI Z80.3-2001, qui définit trois catégories. D'après ce standard, les lentilles doivent transmettre moins de 1 % d'UVB (280 à 315 nm) et moins de 0,3 fois d'UVA (315 à 380 nm) que de lumière visible.

### Lunettes pour chien
Il existe des lunettes de soleil pour chiens en forme de lunettes de natation conçues pour s'adapter à la tête de l'animal.

## Dans la culture populaire
Cette section ne s'appuie pas, ou pas assez, sur des sources secondaires ou tertiaires indépendantes du sujet. Le texte peut contenir des analyses inexactes ou inédites de sources primaires.
Pour l'améliorer, ajoutez-en, ou placez des modèles {{Source secondaire souhaitée}} ou {{Source secondaire nécessaire}} sur les passages mal sourcés. (novembre 2022)

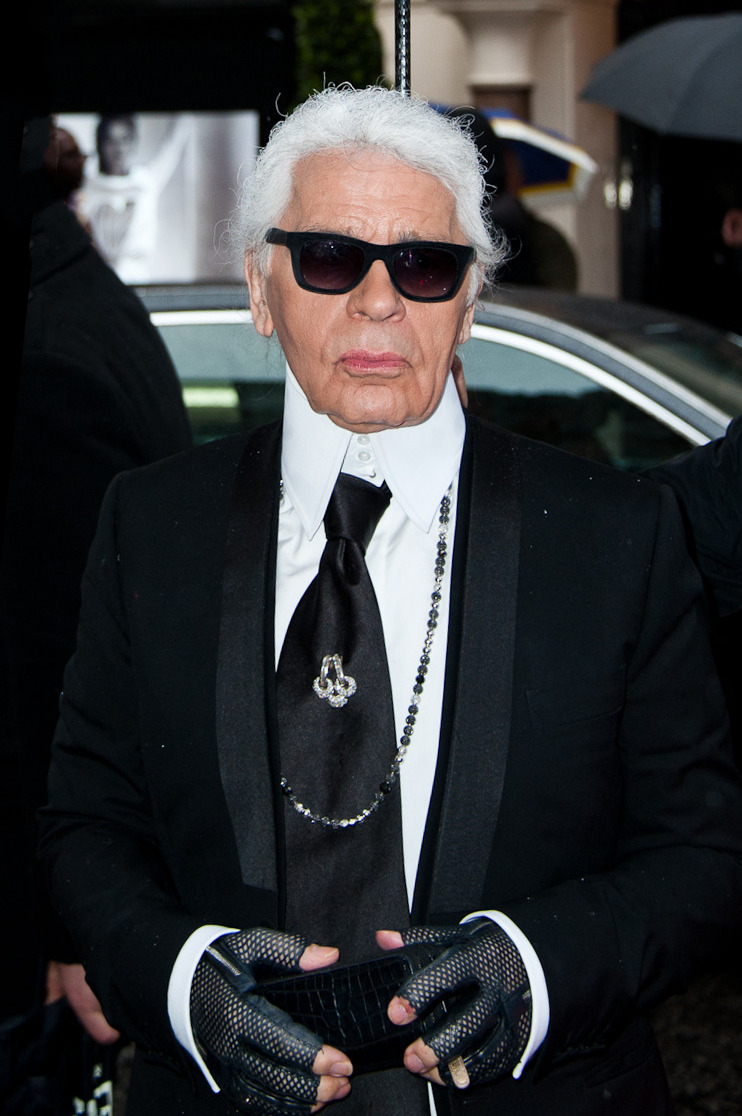
Karl Lagerfeld

Certaines personnalités, notamment dans le show business et le monde de la mode sont connues pour leurs ports habituels de lunettes de soleil ou colorées, notamment, pour la France, les artistes Gims (alias Maitre Gims), Anastacia, et le couturier Karl Lagerfeld, ce dernier y tenant particulièrement pour des raisons de sécurité (lors d'un incident dans un bar, des lunettes avaient protégé son visage et ses yeux) et d'esthétisme.

### Au cinéma
Les lunettes de soleil sont des accessoires assez couramment utilisés dans le cinéma. Elles peuvent être étroitement liés aux personnages et posséder une fonction utile dans le cours du film, quelques films notables se démarquent plus particulièrement :
- Les Blues Brothers (1980) avec Dan Aykroyd (Elwood Blues) et John Belushi (Jake Blues) portent des lunettes Ray-Ban Wayfarer classic pour Jake et des Styl-Rite Optical pour Elwood[14].
- Terminator (1984), Terminator 2 (1991) et les films suivants de la même série donnent une grande importance à l'apparence du cyborg T800, notamment avec l'apport de lunettes de soleil, dont il s'empare très souvent après chaque transfert temporel.
- Men in Black avec les acteurs Will Smith (agent K) et Tommy Lee Jones (agent J) qui portent des Ray Ban leur permettant d'échapper au flash lumineux effaceur de mémoire[15].
- Sur l'affiche du film Matrix (1999) ainsi que sur les affiches des deux films suivants correspondant à l'ensemble de cette série de films, tous les personnages portent des lunettes de soleil.

### À la télévision
- Lunettes noires pour nuits blanches est une émission de télévision animée par Thierry Ardisson, diffusée entre 1988 et 1990 en deuxième partie de soirée sur la chaîne de télévision française Antenne 2. Le générique se présentait sous la forme d'un défilés de photos de personnalités portant des lunettes avec des verres foncés.

Quelques photos de personnalités ou de personnages liés à l'usage de port de lunettes de soleil
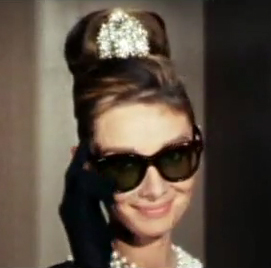
Audrey Hepburn
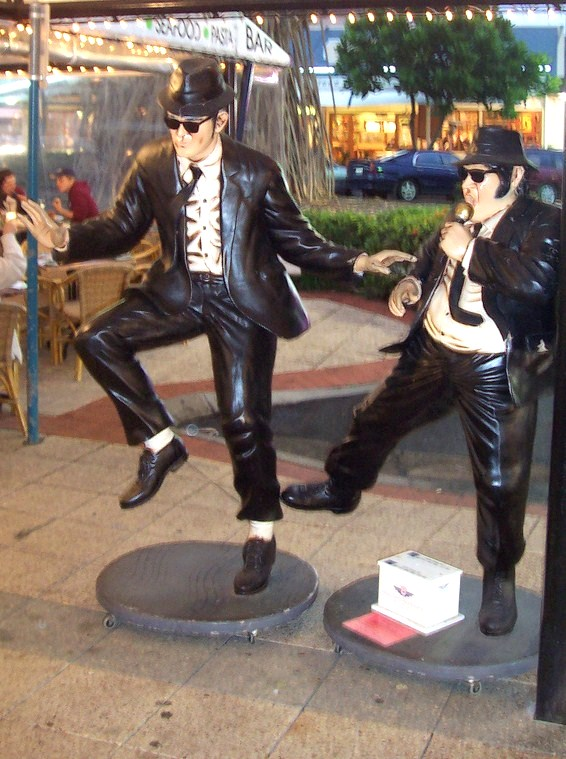
Statues des Blues Brothers
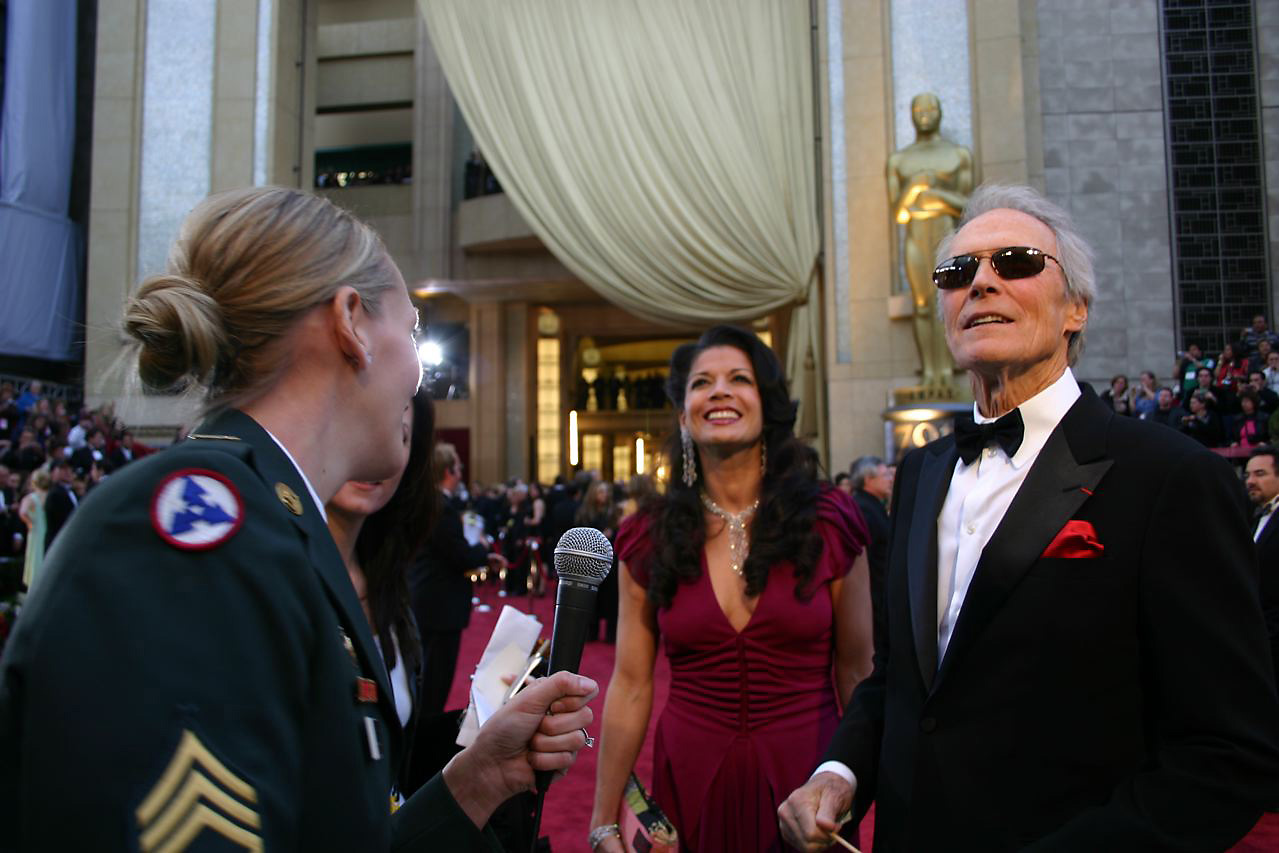
Clint Eastwood en 2007
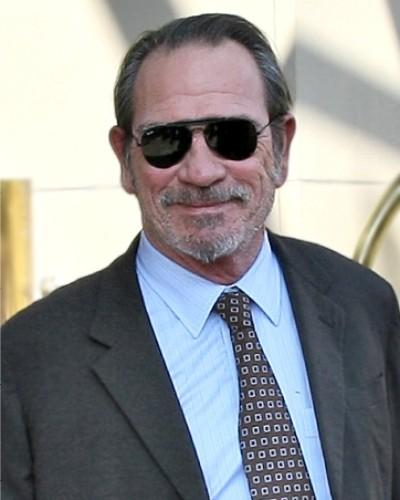
Tommy Lee Jones en 2007
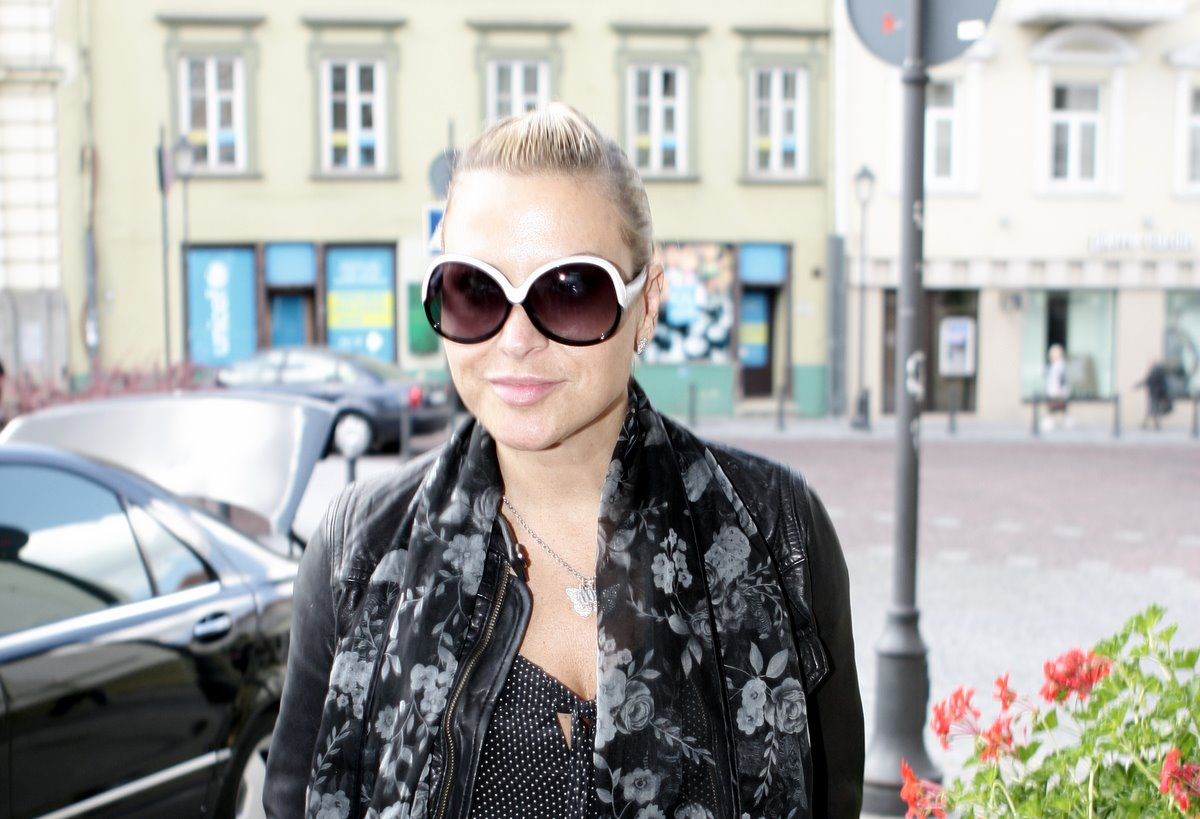
Anastacia en 2009
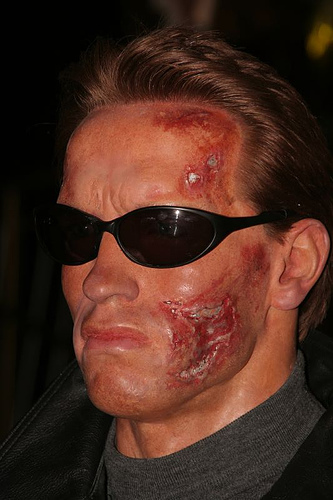
Portrait en cire de Terminator
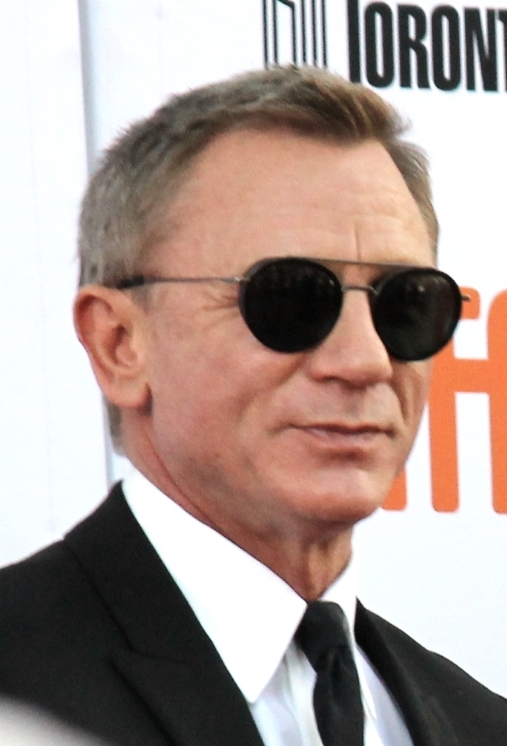
Daniel Craig en 2019
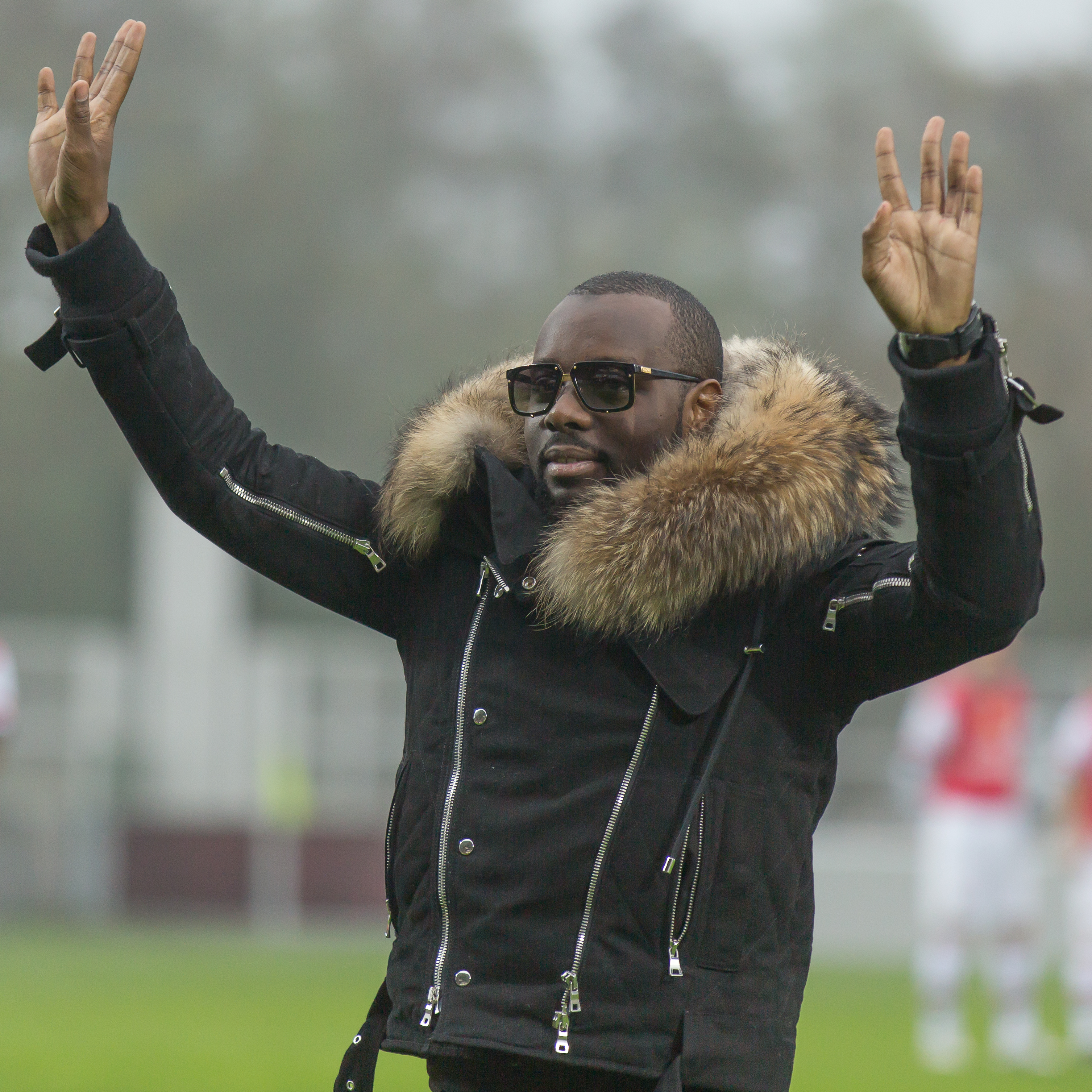
Gims

## Citation
- « Je ne sors jamais sans mes fameuses lunettes noires. J’aime voir, pas être observé. » Karl Lagerfeld[16].